# トーマス・パルマー
トーマス・パルマー（Thomas Palmer、1990年6月28日 - ）は、オーストラリア、ウォガウォガ出身の自転車競技選手。

## 経歴
2007年
- ジュニア世界選手権自転車競技大会
  - 1kmタイムトライアル 優勝
  - チームスプリント 3位。

2008年
- ジュニア世界選手権自転車競技大会 
  - 団体追抜 優勝
  - マディソン 優勝
  - 1kmタイムトライアル 2位

2009年、ドラパック・ポルシェ・サイクリングと契約。ロードレース主体の活動にシフト。
- ツール・ド・おきなわ 区間1勝(第1)。

2010年
- ジャパンカップサイクルロードレースに出場。同年より初開催の、ジャパンカップクリテリウム初代優勝者となる[1]。またジャパンカップ（UCIアジアツアー1.HC）では、3周目及び6周目の山岳賞を獲得した。

2011年
- ツール・ド・おきなわ 区間1勝(第1)。

2012年
- ツール・ド・おきなわ 優勝